# Kanton Saint-Étienne-Sud-Est-1
Kanton Saint-Étienne-Sud-Est-1 (francouzsky Canton de Saint-Étienne-Sud-Est-1) je francouzský kanton v departementu Loire v regionu Rhône-Alpes. Tvoří ho jihovýchodní část města Saint-Étienne.